# Gambia Ports Authority
Die Gambia Ports Authority (GPA) (auch abgekürzt Gamport) ist die Hafenbehörde im westafrikanischen Staat Gambia. Das staatliche Unternehmen ist der Betreiber des Seehafens von Banjul sowie der Betreiber der Fähren auf dem Gambia-Fluss. Dieser Dienst wurde 2001 von der Gambia Public Transport Corporation (GPTC) auf die GPA übertragen. Der Umsatz des 1972 geschaffenen Unternehmens betrug für das Geschäftsjahr 2005 378 Millionen Dalasi. Das Aktienkapital des Unternehmens beträgt 16,3 Millionen Dalasi.
Das Unternehmen betreibt die Fährverbindungen:
- Fährverbindung Bamba Tenda–Yeli Tenda
- Fährverbindung Banjul–Barra
- Fährverbindung Janjanbureh–Lamin Koto

## Sport
Der Gambia Ports Authority Football Club ist auch in der höchsten gambischen Fußball-Klasse, der GFA League First Division vertreten. Die Meisterschaft gewannen sie schon fünf Mal.